# Harsud
Harsud è una suddivisione dell'India, classificata come nagar panchayat, di 15.869 abitanti, situata nel distretto di Khandwa, nello stato federato del Madhya Pradesh. In base al numero di abitanti la città rientra nella classe IV (da 10.000 a 19.999 persone).

## Geografia fisica
La città è situata a 22° 6' 0 N e 76° 43' 60 E e ha un'altitudine di 243 m s.l.m..

## Società

### Evoluzione demografica
Al censimento del 2001 la popolazione di Harsud assommava a 15.869 persone, delle quali 8.301 maschi e 7.568 femmine. I bambini di età inferiore o uguale ai sei anni assommavano a 2.282, dei quali 1.149 maschi e 1.133 femmine. Infine, coloro che erano in grado di saper almeno leggere e scrivere erano 11.004, dei quali 6.401 maschi e 4.603 femmine.